# Angraecum caulescens
Angraecum caulescens är en orkidéart som beskrevs av Louis Marie Aubert Du Petit-Thouars. Angraecum caulescens ingår i släktet Angraecum och familjen orkidéer. Inga underarter finns listade i Catalogue of Life.